# A kakicui jótékony intézkedéseket követelő lázadások

## A kakicui jótékony intézkedéseket követelő lázadások (嘉吉の徳政一揆Kakitsu no tokusei-ikki; 1441)
A kakicui jótékony intézkedéseket követelő lázadások (japánul: 嘉吉の徳政一揆 Kakitsu no tokusei-ikki vagy másik nevén 嘉吉の土一揆 Kakitsu no tsuchi-ikki), amelyben a kiotói és az Ómi tartománybeli 近江国 áruszállítással foglalkozó kereskedők, azaz a lókölcsönzők 馬借 (bashaku) összefogtak a parasztsággal és kihasználva a sógun merénylete után kialakult zűrzavaros belpolitikai helyzetet fellázadtak az uzsoráskereskedő raktárosok 土倉 (dosō), rizsbortermelők 酒屋 (sakaya) és zálogháztulajdonosok 質屋 (shichiya) ellen, akiknek az adósleveleit elégették, áruikat kifosztották.

## A lázadás történései
1141 júniusában merényletet követnek el a sógun, Asikaga Josinori 足利義教 ellen.
Augusztusban az Ómi tartomány 近江国 lókölcsönzői 馬借 (bashaku) fellázadtak, majd az Ómi tartomány védnöke, Rokkaku Micucuna 六角満綱 (1401-1445) a lázadás élére állva követelte az általános adósság elengedését jelentő jótékony intézkedés rendeletét 徳政令 (tokusei-rei).
Szeptemberben a lázadók elfoglalták a kiotói Tódzsi-templomot 東寺 (Tó-ji) és a Kitano-szentélyt 北野社 (Kitano-sha). A buddhista Enrjakudzsi-templom 延暦寺 (Enryaku-ji) viszont Micucuna a jótékony intézkedés rendeletének kihirdetéséről szóló követelését ellenezte, amely állásfoglalás erősen megosztotta a fellázadt Ómibeli lókölcsönzőket, így ők lassan kezdtek eltávolodni a felkeléstől.
A lázadáshoz számos földműves szamuráj 地侍 (jizamurai) is csatlakozott, így a lázadó erők már komoly harcos vezetőkkel egy szervezett haderővé álltak össze. A helyzetet tovább súlyosbította az a tény, hogy a szamuráj-családok 武家 (buke), illetve az udvari nemesi családok 公家 (kuge) az őket is érintő országos egységes adók 一国平均役 (ikkoku-heikin-yaku) elengedését követelték, így a Kakicui-lázadás már az uralkodói réteg támogatását is elnyerte.
Az uzsoráskereskedő raktárosok helyzetük javítására megkörnyékezték a felügyelő (kanrei), Hoszokava Mocsijukit 細川持之, akinek 1000 kan 貫 kenőpénzt ajánlottak fel, egy a védelmükre érkező sereg kiküldetésére. Azonban azon védnök-nagyurak (shugo-daimyō), akiknek a fülébe jutott a megvesztegetés híre, azok mind sorra megtagadták a lázadás elfojtására kiadott parancsot, sőt akadt közöttük olyan is, akik maguk csatlakoztak a lázadáshoz.
A Szamuráj Hivatal 侍所 (Samurai-dokoro) vezetője, Jamana Mocsitojo 山名持豊, ahelyett, hogy a sógun elleni merénylet megtorlására időben megindul volna seregével, helyette seregével a fővárosban ragadt, ahol az uzsoráskereskedő raktárosok és zálogháztulajdonosok adósleveleit égették és áruikat fosztogatták. A történtek miatt Mocsitoyo bocsánatkérésre kényszerült a feldühödött Hoszokava Mocsijuki 細川持之 felügyelőnek.
Ezt a zűr-zavaros helyzetet használta ki Hatakejama Mocsikuni 畠山持国 védnök-nagyúr is, aki a Josinori sógun merénylete után a Hatakejama-családban rögtön katonai erővel visszavette öccsétől, a volt sóguni kegyencnek számító Mocsinagától 持永 a sógun által odajuttatott családfő i 家督 (katoku) pozíciót. Ezek után Mochikuni tovább folytatta a harcot a volt Joshinori-rendszert támogató erői, azaz Mocsijukiék ellen.

## A lázadás után
A hetedik sógun, Asikaga Yosikacu 足利義勝 (uralk. 1442-1443) trónra lépése után számos népszerű intézkedést tett a népharag enyhítésére és az uralkodó osztály kielégítésére. Kihirdette a jótékony intézkedés rendeletét, amely szerint a húsz évig még zálogban nem lévő anyagi javak visszajuthattak eredeti tulajdonosukhoz, továbbá elengedte az országos egységes adókat 一国平均役 (ikkoku-heikin-yaku). Ezt a rendeletet nevezték a Kakicui-jótékony intézkedés rendeletének 嘉吉の徳政令 (Kakitsui no tokusei-rei).
Továbbá az új sógun menesztette a népszerűtlen Mocsijukit hivatalából, és helyette Mocsikuni lett az új felügyelő.